# آرمی آو تو

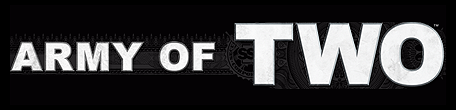
لوگوی بازی

آرمی آو تو (به انگلیسی: Army of Two) سری اول مجموعه بازی ویدئویی آرمی آو تو می باشد که به سبک تیراندازی سوم شخص است که توسط ای‌اِی ونکوور توسعه یافته و برای پلی‌استیشن ۳ و اکس‌باکس ۳۶۰ منتشر شده‌است. شخصیت های اصلی این بازی الیوت سالم و تایسون ریوس می باشند که عضو نیروی زمینی ایالات متحده آمریکا در هنگ ۷۵ تکاوران می باشند و زیر نظر فیلیپ کلاید به عنوان نیروهای مسلح خصوصی فعالیت می کنند. این گروه تلاش می کند تا با مبارزه در کشور های افغانستان و عراق به مبارزه با گروه شبه نظامی ستیزه‌گر اسلامی ابوسیاف مبارزه کنند. همچنین بازیکنان می توانند با محتوای قابل دانلود آن ماموریت هایی در کشور های روسیه و چین را داشته باشند.